# Mia Kirshner
Mia Kirshner (Toronto, Ontario, Canadà, 25 de gener de 1975) és una actriu canadenca filla de pare periodista i de mare ensenyant d'origen búlgar.

## Biografia
Mia Kirshner és filla d'Etti, professora, i Sheldon Kirshner, periodista que escriu per “Els Nous Jueus canadencs”. Mia Kirshner és neta de supervivents de l'Holocaust; el seu pare va néixer en un camp de persones desplaçades a Alemanya el 1946 i va conèixer Etti, una refugiada búlgara jueva, a Israel.
Mia ha estudiat literatura russa i cinema del segle xx a la Universitat McGill de Mont-real.
Descoberta el 1994 pel seu paper a Exotica d'Atom Egoyan, és sobretot coneguda pel seu paper central en la sèrie The L Word, on encarna Jenny Schecter, una jove autora acabada de diplomar que es troba amb el seu amic a Los Angeles i es descobreix una tirada per les dones. Apareix igualment a 24 on encarna Mandy, una assassina a sou, que apareix en les temporades 1, 2 i 4 de la sèrie.
El 2001, actua a Not Another Teen Movie i apareix al clip de Marilyn Manson Tainted Love, extret de la música de la pel·lícula.
El 2006, encarna Elisabeth Short a The Black Dalhia, de Brian De Palma.
Ha interpretat el 2010-2011 alguns episodis de la sèrie d'èxit The Vampire Diaries. Ha interpretat Isobel Flemming, la mare biològica del personatge principal de la sèrie, Elena.
També ha dirigit el curt, Victor, mostrant un drag queen a la recerca de l'amor en un món fred i molt dur.

## Filmografia

### Cinema
| - 1993: Love and Human Remains, de Denys Arcand: Benita - 1993: Cadillac Girls, de Nicholas Kendall: Page - 1994: Exotica, d'Atom Egoyan: Christina - 1995: Murder in the First, de Marc Rocco: Rosetta Young adulta - 1995: The Grass Harp, de Charles Matthau: Maude Riordan - 1996: El corb 2: La ciutat dels àngels (The Crow: City of Angels), de Tim Pope: Sarah - 1997: Anna Karenina, de Bernard Rose: Kitty - 1997: Mad City, de Costa-Gavras: Laurie Callahan - 1999: Saturn, de Rob Schmidt: Sarah - 1999: Dark Summer, de Gregory Marquette: Dominique Denright - 1999: Out Of The Cold, de Aleksandr Buravsky: Deborah Berkowitz - 2000: Cowboys and Angels, de Gregory C. Haynes: Candice | - 2001: Century Hotel, de David Weaver: Dominique - 2001: According to Spencer, de Shane Edelman: Melora - 2001: No és una altra estúpida pel·lícula americana (Not Another Teen Movie) de Joel Gallen: Catherine Wyler - 2002: New Best Friend, de Zoe Clarke-Williams: Alicia Campbell - 2002: Now & Forever, de Bob Clark: Angela Wilson - 2003: Party Monster, de Fenton Bailey i Randy Barbato: Natasha - 2006: The Black Dahlia, de Brian De Palma: Elizabeth Short - 2008: Miss Conception, d'Eric Styles: Clem - 2009: Baby on Board, de Brian Herzlinger: Clem - 2009: 30 Days of Night: Dark Days, de Ben Ketai: Lilith - 2011: 388 Arletta Avenue: Amy Deakins |

### Televisió
- 1990: Dracula: The Series: Sophie Metternich
- 1992: Are You Afraid of the Dark?: Pam i Dora
- 1995: Johnny's Girl: Amy
- 2001, 2003 i 2005: 24: Mandy
- 2001: Wolf Lake: Ruby Cates
- 2004: The Iris Effect (TV), de Nikolaï Lebedev: Rebecca
- 2004 a 2009: The L Word: Jenny Schecter
- 2008: Miss Conception: Clem
- 2009: The Cleaner: April May
- 2009: CSI: NY: Deborah Carter
- 2009: The Gates Temporada 1 Episodi 3
- 2010: The Vampire Diaries: Isobel